# Valeriu Calancea
Valeriu Calancea (n. 18 noiembrie 1980, Chișinău, RSS Moldovenească, URSS) este un halterofil român.